# Gornje Ratkovo (Ključ)
Gornje Ratkovo (szerbül: Горње Ратково) kihalt szerb falu Bosznia-Hercegovinában, a Bosznia-hercegovinai Föderáció Una-Szanai kantonjában, Ključ községben. A boszniai háború előtti Gornje Ratkovo falunak a föderáció területén maradt része.

## Fekvése
Bosznia-Hercegovina nyugati részén, Bihácstól légvonalban 87, közúton 123 km-re délkeletre, Ključtól légvonalban 11, közúton 17 km-re északkeletre, a Banjica-patak völgyét körülvevő dombokon szétszórtan fekszik. 

## Népessége
| Nemzetiségi csoport | Népesség 1991 | Népesség 2013 |
| ------------------- | ------------- | ------------- |
| Szerb               | 498           | 0             |
| Bosnyák             | 0             | 0             |
| Horvát              | 0             | 0             |
| Jugoszláv           | 1             | 0             |
| Egyéb               | 3             | 0             |
| Összesen            | 502           | 0             |

## Története
Ratkovo település területe már a középkorban is lakott volt. Ennek bizonyítéka az itt fennmaradt középkori temető szokatlanul nagyszámú, 115 darab stećak sírköve. Az itt talált sírkőtípusok a 14-15. században terjedtek el Bosznia-Hercegovina, Szerbia, Horvátország és Montenegró területén, és a 10. századi Bulgáriában feltűnt, a kereszténység főáramlatának behódolni nem akaró, Boszniában élő bogumilok sírkövei voltak. A bogumilok többsége az oszmán-törökök európai hódítása során áttért az iszlám hitre.
Ratkovót régen Banjicának vagy Banjicének hívták, majd a hagyomány szerint egy bizonyos Ratko nevű knyáz után nevezték el Ratkovónak, és ma már hivatalosan is Ratkovo a neve. A település eredetéről néphagyomány ezt mondja: Ratko knyáz Banjicában élt, és vele élt egy Husszein nevű fiú. Ratko félt a törököktől, és azt tanácsolta béresének, Husszeinnek, hogy menjen világgá, mert termeténél, koránál és természeti adottságainál fogva mindenre alkalmasabb, minthogy tehénpásztor legyen belőle. Husszein, miután pénzt kapott Ratkótól, elindult, és azonnal Isztambulba ment, jelentkezett a szultánnál, és azt mondta, hogy szeretne katonai iskolába járni. A szultán beszervezte Husszeint a hadseregbe. Husszein gyorsan haladt előre, így vezír lett, és vezírként egyszer sereggel érkezett Boszniába. Podrašnicára érve ott tábort ütött. Ezután a lent fekvő Banjicába küldte a katonákat Ratkóért. Ratko nagyon megijedt, mert azt hitte, hogy fejét veszik. Amikor a vezírhez érkezett, az ajándékokkal halmozta el, nagyon udvariasan megszólította és leültette maga mellé. Kérdezett tőle ezt-azt. Az elváláskor pénzzel látta el, és egy írást adott neki, megerősítve Banjica egész falujának birtokában, valamint meghagyta, hogy a Sedrenik vízforrás közelében építsen egy templomot. Odaadta neki Obrovac falut és egy tornyot Obrovacban a Gomjenica folyó mellett, valamint Timart is, és adott neki egy szablyát is. Ratko knyáz falubelijei drága árat fizettek a vezír ajándékáért. Timár és Obrovac a knyáz halála után török kézre került, és Ćejvan aga birtoka lett. Ratkovo lakosai is csak nagy nehézségek árán tudták megőrizni földjeiket. 1839 körül Đumišlić kádi Banja Lukában martalócokat bérelt fel, és rajtaütött Ratkovón. Sima Kočić papot, Zeljka Kočićot, Mihajlo Babićot, Todor Bosančićot és másokat magához rendelt, majd megverette és kirabolta őket, az első hármat pedig kivégeztette, mindezt azért, mert nem tudta tőlük megszerezni azt az okiratot, melyet a vezírtől kaptak, hogy megszerezze magának Ratkovót. Az esetet valami Sitnica aga jelentette Travnikba a vezírnek, aki megparancsolta, hogy Đumišlić kádit is meg kell ölni. Végül Đumišlićet a Vrbas (Orbász) hídján, Banja Lukában ölték meg.
Gornje és Donje Ratkovót az 1541-es összeírásban említették először, amikor 5 ház állt itt, és más néven Stražicének nevezték. Ratkovo lakosait vlachoknak jelölik, akik társadalmi szempontból a szarvasmarha-tenyésztés által hasznosított területekre jellemző településszerkezettel rendelkeztek, vlach kiváltságokkal. Ebben az összeírásban az is szerepel, hogy ennek a népességnek az élén knyázok állnak, és ezek egyike volt Vuk, Ratkó fia, Banjica és Obrovac község lakosainak knyáza. Ennek a főkönyvnek az adatai megerősítik azt a hagyományt is, hogy Ratkovo lakosai a török uralom alatt élvezték a kiváltságokat, és azt a hagyományt is, hogy a ma Banjica térségében élő Knežević család a falu alapítójától, Ratko knyáztól származik. Róla azt is  elmondhatjuk, hogy valódi történelmi személyiség volt, aki a 16. század első felében élt.
Az egykor egységes Ratkovo falu 1878-ig tartozott az Oszmán Birodalomhoz, majd az Osztrák-Magyar Monarchia része lett. 1879-ben az első osztrák-magyar népszámlálás során a faluban 226 házat és 2162 ortodox szerb lakost számláltak. 1910-ben az ekkor már külön álló Gornje Ratkovón 197 házat és 1556 ortodox szerb lakost találtak. A monarchia szétesésével 1918-ben előbb a Szerb-Horvát-Szlovén Királyság, majd 1929-től a Jugoszláv Királyság része. 1921-ben a faluban 217 házat és 1344 lakost számláltak. 1945-től a település a szocialista Jugoszlávia része volt. A daytoni békeszerződést követő területfelosztási megállapodás során a falu területét megosztották a föderáció és a boszniai Szerb Köztársaság között. Ennek során Gornje Ratkovonak egy 21,67 km2 területű része a Szerb Köztársasághoz tartozó Ribnik községhez került, míg a 3,53 km2 területú rész a föderáció területén, Ključ községben maradt.

## Nevezetességei
- A falu ortodox temploma, a boszniai háború után felújítva. Egyhajós, keletelt épület, melynek harangtonya a nyugati homlokzat előtt áll, apszisa pedig keletre néz. A nyugati oldalhoz a torony elé előteret építettek. A templomot méteres magasságú körítőfal övezi, melyet négyszög alakban építettek a templom köré.

- Késő középkori temető maradványai 115 darab középkori sírkővel.[4]

- Természeti látványosság a templomtól nem messze található Grabovnica-vízesés. Maga a vízesés a Banjica folyásának középső részén található, amely a Szana jobb oldali mellékfolyója, és amely számos patakot, köztük a Grabovnicát fogadja magába. Magát a vízesést a Sanski Mostot Ključcsal összekötő régi makadámúton lehet megközelíteni. Ez a hely kevésbé ismert, ezért kevésbé látogatott. A vízesés magassága 17 méter, a meredek, túlnyúló szikláról lezuhanó víz rendkívüli szépségű. Ősszel és télen, amikor több a víz, a vízesés még lenyűgözőbb kinézetű. A Grabovnica-patak partja és medre mészkősziklákkal van borítva, a partok számos kövét vastag mohaszőnyeg borítja.[11]